# Efferia pogonias
Efferia pogonias is een vliegensoort uit de familie van de roofvliegen (Asilidae). De wetenschappelijke naam van de soort is voor het eerst geldig gepubliceerd in 1821 door Wiedemann. De soort komt voor in de Verenigde Staten van Amerika.